# Ferristrunzita
La ferristrunzita és un mineral de la classe dels fosfats que pertany al grup de la strunzita. Va rebre el nom el 1987 per Donald R. Peacor, Pete J. Dunn, William B. Simmons i Robert A. Ramik per la seva relació química amb l'strunzita.

## Característiques
La ferristrunzita és un fosfat de fórmula química Fe³⁺Fe³⁺₂(PO₄)₂(OH)₃(H₂O)₅. Va ser aprovada com a espècie vàlida per l'Associació Mineralògica Internacional l'any 1986. Cristal·litza en el sistema triclínic. La seva duresa a l'escala de Mohs és 4.
L'exemplar que va servir per a determinar l'espècie, el que es coneix com a material tipus, es troba conservat al Museu Nacional d'Història Natural, l'Smithsonian, situat a Washington DC (Estats Units), amb el número de registre: 162499.

## Formació i jaciments
Va ser descoberta a Bèlgica, concretament a Mont-des-Groseillers, un indret situat a l'antic municipi de Blaton, actualment integrat a Bernissart, a la província d'Hainaut (Valònia). També ha estat descrita en un altre indret de Valònia, a Haut-le-Wastia, a la província de Namur. També se n'ha trobat a França, Alemanya, Txèquia, Polònia, Portugal, el Brasil i els Estats Units. L'any 2008 va ser descrita també al planeta Mart, dins el cràter Gússev.